# Stillleben mit Vorhang, Krug und Obstschale
Stillleben mit Vorhang, Krug und Obstschale (auf Französisch Rideau, cruchon et compotier) ist ein Gemälde des französischen Impressionisten Paul Cézanne, das er 1894 fertigstellte.

## Beschreibung
Das Stillleben zeigt einen Holztisch, auf dem ein Krug, eine Tischdecke, drei Zitronen, fünf Orangen, drei Birnen und zehn Äpfel sind. Des Weiteren sieht man auf dem Tisch noch eine Obstschale, in der einige der eben genannten Früchte liegen. Von links ragt ein blauer Vorhang in den Hintergrund. Die Tapete ist braun-grau.

## Versteigerung
Das Gemälde erreichte große Bekanntheit durch die Versteigerung am 10. Mai 1999. Für 60,5 Millionen Dollar kaufte es ein anonymer Sammler aus den USA. Das Auktionshaus Sotheby’s schätzte das Gemälde lediglich auf 15 Millionen Dollar. Es gehört zu den bisher am teuersten verkauften Gemälden von Cézanne, da der Verkaufspreis des Gemäldes Die Kartenspieler nicht bekannt ist. Stillleben mit Vorhang, Krug und Obstschale gehörte zu einer Reihe von Werken aus dem Besitz des US-amerikanischen Multimillionärs, Privatsammlers und Zeitungsverlegers John Hay Whitney (1904–1982), der eine der bedeutendsten Kunstsammlungen Amerikas besaß.